# Naim Nasib
Naim Nasib (né le 30 juin 1917 à Zelenogorsk en Russie et mort en 1998) est un joueur finlandais de hockey sur glace. Il évolue au cours des années 1930 avec le club des Ilves Tampere dans le championnat de Finlande de hockey, le SM-sarja.

## Carrière en club
Naim Nasib commence sa carrière avec le club Ilves Tampere dans la SM-sarja. À l'époque, le championnat ne compte que trois équipes en plus de Tampere, toutes les autres étant situées à Helsinki : le Helsingin Jalkapalloklubi (HJK), le Helsingfors Skridskoklubb (souvent désigné par le sigle HSK) et enfin le KIF Helsinki. Un système de matchs aller-retour est mis en place, ce qui fait que chaque équipe joue six rencontres et à l'issue des six rencontres, Ilves est à égalité de points avec la nouvelle équipe du KIF mais ils sont sacrés champions après une victoire lors du match de barrage. Nasib n'inscrit aucun point au cours de la saison.
Il en est de même au cours de la saison suivante : il ne marque pas de point mais fait tout de même partie de l'équipe sacrée championnee. En 1937-1938, il ne participe qu'à un seul des quatre matchs de son équipe qui est une troisième fois de suite sacrée championne de Finlande. Il joue sa dernière saison avec le club en 1940-1941 en jouant les sept matchs de son équipe qui se classe troisième de Finlande. Il met fin à sa carrière sans avoir inscrit le moindre point pour son club.

## Statistiques
| Saison  | Équipe        | Ligue    |   | PJ | B | A | Pts | Pun |
| 1935-36 | Ilves Tampere | SM-sarja | 6 | 0  | 0 | 0 | 0   |     |
| 1936-37 | Ilves Tampere | SM-sarja | 4 | 0  | 0 | 0 | 0   |     |
| 1937-38 | Ilves Tampere | SM-sarja | 1 | 0  | 0 | 0 | 0   |     |
| 1940-41 | Ilves Tampere | SM-sarja | 7 | 0  | 0 | 0 | 0   |     |

## Trophées et honneurs personnels
- Champion de Finlande en 1936, 1937 et 1938.